# Dugi radijalni ispružač zapešća
Dugi radijalni ispružač zapešća (lat. musculus extensor carpi radialis longus) je mišić lateralne strane podlaktice. Mišić inervira lat. nervus radialis.

## Polazište i hvatište
Mišić polazi s lateralnog ruba i lateralnog nadzglavka (lat. epicondylus lateralis) ramene kosti, a hvata se za stražnju stranu druge kosti zapešća.